# Luma (bướm đêm)
Luma là một chi bướm đêm thuộc họ Crambidae.

## Các loài
- Luma albifascialis Hampson, 1897
- Luma anticalis Walker, 1863
- Luma flavalis Hampson, 1893
- Luma flavimarginalis Hampson, 1907
- Luma holoxantha Hampson, 1907
- Luma longidentalis Hampson, 1903
- Luma macropsalis Hampson, 1897
- Luma obscuralis (Swinhoe, 1895)
- Luma sericea (Butler, 1879)
- Luma trimaculata Hampson, 1897
- Luma unicolor (Moore, 1886)